# Jäven
Jäven är en sjö i Gagnefs kommun i Dalarna och ingår i Dalälvens huvudavrinningsområde. Sjön får sitt vatten bland annat från Knapptjärnen, och från Jäven rinner vattnet ut via en bäck i Västerdalälven strax nedanför Fänforsen.